# Félix Tshisekedi
Félix Antoine Tshisekedi Tshilombo (Léopoldville, 1963. június 13. –) kongói politikus, a Demokráciáért és Társadalmi Haladásért Szövetség nevű párt elnöke (2018-tól), a Kongói Demokratikus Köztársaság elnöke (2019-től).

## Életpályája
Befolyásos baluba etnikumhoz tartozó tehetős családban, egy politikai legenda fiaként született Léopoldvillében, 1963-ban. Apja, Étienne Tshisekedi – aki az 1990-es években háromszor is rövid ideig kormányfő volt – 1982-ben hozta létre a Demokráciáért és Társadalmi Haladásért Szövetség (UDPS) nevű ellenzéki pártot és nyíltan bírálta Mobutu Sese Seko diktatúráját, ezért az egész családot a Nyugat-Kasai tartomány középső részén lévő egykori falujába – házi őrizetbe – száműzték, ami gyakorlatilag véget vetett tanulmányainak. Később Mobutu engedélyezte (1985), hogy az anya és öt gyermeke távozhasson, így Brüsszelbe ment, ahol különféle munkákat vállalt, közben diplomát szerzett marketing és kommunikáció szakon.
Az UDPS-ben kezdett el politizálni, és ezen vonal mentén ő is hevesen bírálta Mobutu, majd Joseph Kabila önkényes hatalomgyakorlását. Szép lassan emelkedett felfelé a párt hierarchiáján belül. Belgiumban kapcsolatokat épített ki a kongói diaszpórán belül, és 2008-ban a párt külügyi titkára lett, majd 2011-ben az ország harmadik legnagyobb városa, Mbuji-Mayi képviselőjeként a nemzetgyűlésbe is beválasztották. Mandátumát azonban nem vette fel, mert nem ismerte el az apja elnökválasztási vereségét Kabilával szemben.
Édesapja halálát követően, 2018 márciusában, egy rendkívüli pártkongresszuson megválasztották az UDPS elnökévé, majd pártja elnökjelöltjeként – de az ellenzéki összefogás támogatása nélkül, a tapasztalatlansággal és diplomája meghamisításával vádolt Tshisekedi önállóan elindulva – a 2018. december 30-ai elnökválasztás küzdelmeiből győztesen kikerülve, 56 évesen ő lett az ország ötödik elnöke. Közép-Afrika legnagyobb országában először történt békésen a hatalomátadás a Belgiumtól 1960-ban elnyert függetlenség óta. Hivatalát a következő év első napjaiban, január 24-én vette át.
2020 februárjában az Afrikai Unió első alelnökévé választották, majd a következő évtől a szervezet elnöke lett egy év időtartamra (2021-2022). Ugyancsak egy évre a Dél-afrikai Fejlesztési Közösség (SADC) állam- és kormányfőinek 42. rendes csúcsértekezletén – amelyet 2022. augusztus 17-18-án tartanak Kinshasában – átvette a szervezet vezetését, Malawi elnökétől, Lazarus Chakwerától.
2024-ben megkezdhette második ötéves ciklusát, mivel a 2023. december 20-án megtartott elnökvállasztáson – a szavazatok több mint 70%-ával – ő végzett az első helyen, megelőzve két riválisát Moïse Katumbit és Martin Fayulut.